# Veronika Kovačić
Veronika Kovačić (ur. 4 lutego 1945 w Zagrzebiu, zm. 7 marca 2020 tamże) – jugosłowiańska i chorwacka aktorka filmowa, teatralna i telewizyjna.

## Wybrane role filmowe
- 1969: Divlji anđeli – Vera, przyjaciółka Ingrid
- 1973: Życie dla miłości (Živjeti od ljubavi) – Vjeročka
- 1977: Akcija stadion – nielegałka
- 1993: Dobro došli na planet Zemlju – Matilda
- 2000: Nit života – matka Biba